# Аттон Миланский
Аттон Миланский (Attone, также известный как Atto, Azzone, Atton, Hatto, Hatton) — католический церковный деятель XI века.
Стал кардиналом-священником на консистории 1063 года. 6 января 1072 года избран архиепископом Миланским, однако был низложен. В 1073 году стал кардиналом-священником церкви Сан-Марко, около 1081 года — кардиналом-епископом Палестрины.